# グイド・ヴァンロッサム
グイド・ヴァンロッサム（Guido van Rossum、1956年1月31日 - ）はオランダ出身のアメリカ在住のプログラマーである。プログラミング言語Pythonの生みの親として知られる。

## 経歴
デン・ハーグで生まれ育ち、アムステルダム大学で1982年に数学と計算機科学の修士号を取得した。その後、アムステルダムのオランダ国立情報工学・数学研究所 (CWI)、アメリカ国立標準技術研究所 (NIST)、Corporation for National Research Initiatives (CNRI) などの研究機関で働いた。
1989年12月に趣味の延長としてプログラミング言語 Python の開発を始めた。以来、Pythonは平易かつ高機能なスクリプト言語として世界的に普及し、ヴァンロッサムは Pythonの開発に関する最終的な意思決定者、いわゆる「優しい終身の独裁者（BDFL）」として開発コミュニティを先導した。
2005年12月、Pythonを多用していたGoogleに入社し、勤務時間の半分をPythonの開発に充て、Pythonを用いてウェブベースのコードレビューツールを作成した。
ヴァンロッサムは2002年、ベルギーのブリュッセルで開催されたFOSDEMにて、フリーソフトウェア財団から2001年度のFSFフリーソフトウェア賞を授与された。また2003年5月にはNLUUG（オランダのUnix/Linuxユーザーグループ）からNLUUG賞を授与された。2006年には Association for Computing Machinery（ACM）から Distinguished Engineer の称号を与えられた。
2012年にGoogleを退社し、やはり機能の大半をPythonで実現していたDropboxへ入社した。同社でヴァンロッサムは、コードの可読性と保守性に配慮した持続可能な開発文化を啓蒙し、テストプロセスの改善にも取り組んだ。
2018年7月12日、Pythonの仕様策定から離れる意向を示し、優しい終身の独裁者（BDFL）からの引退を表明した。メジャーな言語となったゆえに重大さを増した、新たな機能や文法の策定がストレスになっていたようである。
2019年11月、Dropboxを退社し、職業プログラマとしても引退すると表明した。
2020年11月12日、ヴァンロッサムは引退を終了し、マイクロソフトのDeveloper Division（開発者部門）への入社を発表した。2023年C&C賞受賞。

### 私生活
弟のユスト・ファン・ロッスムはタイプフェースデザイナー兼プログラマである。彼のデザインしたフォントは「Python Powered」のロゴに使われている。グイドは現在、アメリカ人と結婚し、カリフォルニア州に住んでいる。

## 業績
1986年、オランダ国立情報工学・数学研究所 (CWI) で働いているころ、BSD系UNIX向けのglob()ルーチンを作成し提供した。また、プログラミング言語ABCの開発にも携わった。

### Python

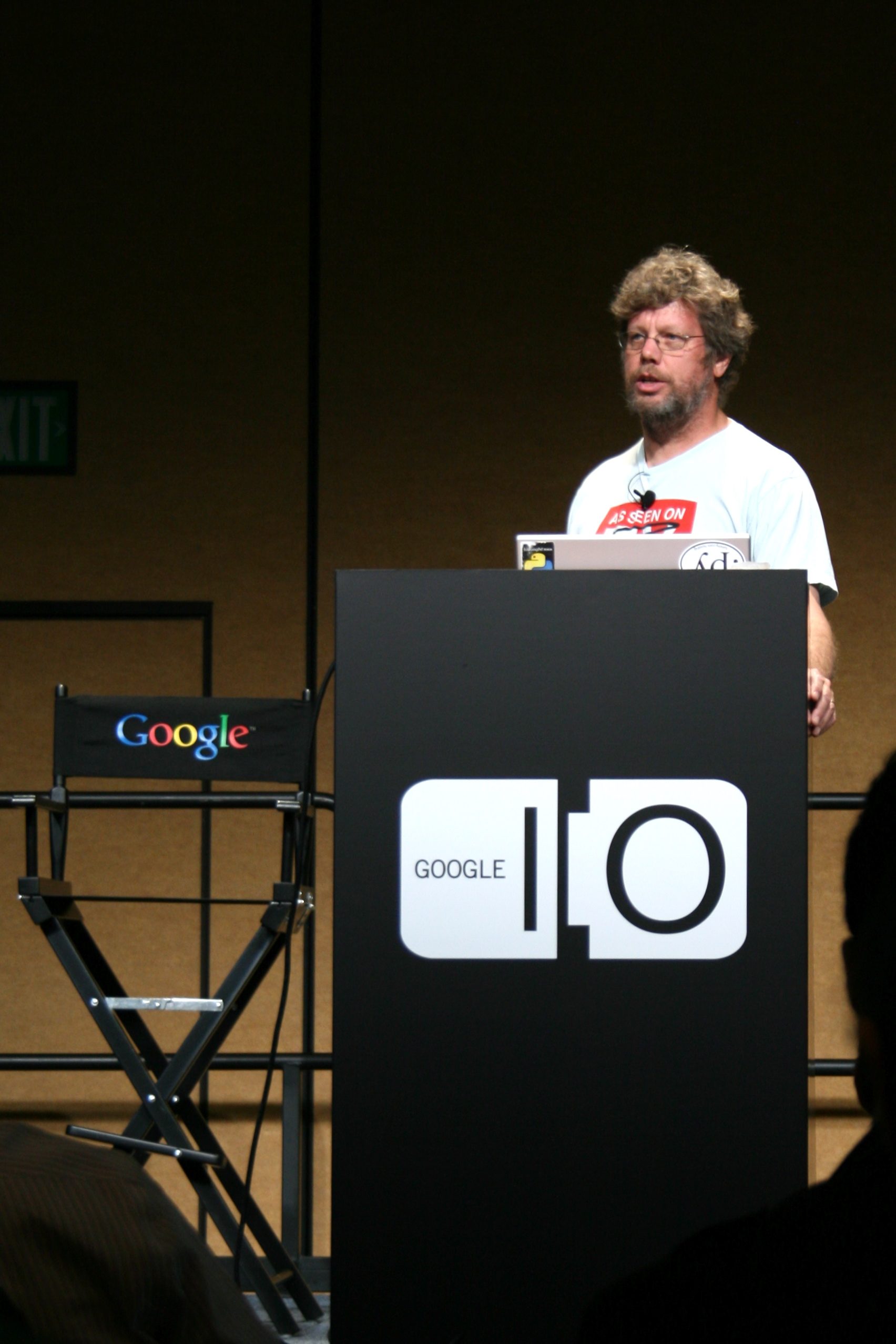
Google I/O Developer's Conference でのグイド・ヴァンロッサム

Pythonの起源について、ヴァンロッサム自身は1996年に次のように書いている。
2000年にはさらに次のように書いている。

### 万人のためのコンピュータプログラミング
1999年、ヴァンロッサムはComputer Programming for Everybody（万人のためのコンピュータプログラミング）と題した出資申込書をDARPAに送った。その中でPythonの目標を次のように定義している。
- 容易かつ直観的な言語で、主要なプログラミング言語と同程度に強力である。
- オープンソースであり、その開発に誰でも貢献できる。
- 平易な英語のように分かりやすいコードである。
- 日常的タスクに適しており、開発時間を短くできる。